# 隆回县第一中学
隆回县第一中学，或简称隆回一中、松坡，是一所位於中华人民共和国湖南省邵阳市隆回县的全日制公办高級中學，学校始于1942年创建的私立松坡初级中学，1951年转型为公办的初级中学，并于1956年开设高中班，以招收初中毕业生。隆回一中也是湖南省示範性普通高級中學之一。

## 校史沿革
学校肇始于民国三十一年（1942年）历史学家李剑农于隆回县桃花坪成立的私立松坡中學，其校名取自軍事家蔡锷的表字，以纪念他做出的贡献，松坡中学从创办至被中共及中国人民解放军接管前共招收了15个班1182名学生:537。
中华人民共和国成立后，甫成立的隆回县人民政府责令松坡中學复课；1951年，县府派出专员接管学校，同时将东北、求是两所中學并入松坡中學，成立隆回第一初级中学:537。1956年，隆回一中开始招收高中班，并改称隆回县第一中学。1966年至1976年文化大革命期間，該校的教師遭到批鬥、正常教學秩序遭到嚴重破壞，直到1970年代後期才逐漸恢復辦學:538。文化大革命结束后，隆回一中教育质量提高，并于1980年与隆回二中被隆回县府定位为县办重点高级中学:538；同年，该校与同地區（邵阳地区）邵阳市第一中学、邵阳市第二中学、邵东县第三中学、武冈市第二中学以及洞口县第一中学并列为湖南省属重点中学:107。

## 现况
隆回县第一中学位在隆回县府所在地桃花坪街道，主校区占地面积超过5.5公顷，教学设备较为完善:106。学校发展第二课堂、劳动技术教育，并允许学生建立各种社团，其中包括红杏文学社:107、文工团及书画社。
学校主要面向隆回縣招收初中畢業生；作為湖南省屬重點中學，隆回一中的錄取分數線高於同縣其他高級中學，其培养的学生中也不乏考入北京大学及清华大学等重点高校的学生。